# Notanthura caeca
Notanthura caeca là một loài chân đều trong họ Anthuridae. Loài này được Kensley miêu tả khoa học năm 1975.